# Оуайн ап Кадуган
Оуайн ап Кадуган (валл. Owain ap Cadwgan; убит в 1116) — король Поуиса (1111—1116), сын и наследник Кадугана ап Бледина.

## Биография
Первые сведения об Оуайне относятся к 1103 (по другим данным в 1105) году когда он убил правивших в Арвистли Меурига и Грифида, сыновей Трахайарна Гвинедского. В 1106 году он убил их еще одного брата - Лливарха, на чей дочери был женат Оуайн ап Грифид. В 1109 году Кадуган устроил большой пир в Кередигионе, на котором Оуайн увидел Несту, жену Джеральда Пемброка, и влюбился в неё с первого взгляда. В ночь на Рождество 1109 года Оуайн с пятнадцатью товарищами, сделав подкоп под воротами, пробрался в замок Кенарт-Бихан, поджег его и украл красавицу. Оказавшись под угрозой карательной экспедиции нормандцев, Кадуган попытался уговорить сына вернуть Несту мужу, но безуспешно. Когда родственники Кадугана, вдохновленные посулами юстициария Шропшира Ричарда де Бомэ напали на Кередигион, Кадуган предпочел заплатить выкуп и отречься от сына. Оуайн бежал в Ирландию, где заключил союз со свои кузеном Мадогом и вернулся в Поуис. Чтобы оказать давление на Оуайна, Генрих I выпустил из тюрьмы его дядю Иорверта. Тот изгнал Оуайна из Поуиса.
Оуайн обосновался в Кередигионе, откуда стал совершать набеги на Дивед, захватывая пленных и продавая их в рабство ирландцам. Во время одного из набегов в 1111 году он убил знатного фламандца Вильгельма Брабантского. В качестве мести Генрих лишил Кадугана и Оуайна всех владений, вынудив последнего вновь укрыться в Ирландии. Однако вскоре Иорверт был убит Мадогом, союзником Оуайна, и власть в Поуисе вновь оказалась у Кадугана. Ему позволили вернуть сына ко двору. Некоторое время спустя Кадуган был убит все тем же коварным Мадогом, и Оуайн стал единолично править в Поуисе. Капитаном своей стражи он назначил своего дядю Маредида, который вскоре пленил Мадога и передал в руки князя. Оуайн ослепил убийцу своего отца.
В 1114 году на Уэльс напал Генрих I. Его главной мишенью был Гвинед, однако Оуайн заключил союз с Грифидом ап Кинаном и ушел к нему в Гвинед. После примирения с Генрихом Оуайн оказался в свите короля, был посвящён им в рыцари и сопровождал его во время поездки в Нормандию. В 1115—1116 годах Оуайн помогал Генриху при подавлении мятежа Грифида ап Риса в Дехейбарте. В это время оскорбленный муж Джеральд Пемброк нашел возможность для мести. Он напал на Оуайна, когда при том был лишь небольшой отряд, и убил его.
У Оуайна с Нестой родились двое сыновей — Лливелин и Эйнион, при этом у Оуайна был ещё другой сын — Иорверт. Оуайну наследовал его дядя Маредид.

## Источник
- Архивировано 23 апреля 2012 года.